# 인카운터 그룹
인카운터 그룹(Encounter group) 또는 T-그룹(T-group , training group)은 참가자(일반적으로 8명에서 15명 사이)가 자신에 대해 (소그룹에 대해) 배우는 그룹 훈련의 한 형태로 알려져있다. 서로의 상호 작용을 통해 일반적으로 프로세스. 피드백, 문제 해결을 훈련하며 역할극을 사용하여 자신, 다른 사람 및 그룹에 대한 통찰력을 얻는다. 공동의 관심사나 이슈에 여럿이서 집중할 수 있기에 소셜 네트워크(social network)로서의 대인관계증진뿐만아니라 여러 참가자들의 다양한 시각들로부터 폭넓은 통찰력을 획득하고 이러한 맥락에서 다른 참가들에게 피드백할 수 있는 장점이 있다.
때에 따라서는 민감성 훈련 그룹(sensitivity-training group), 대인관계증진모임(human relations training group)이라고도 한다.

## 참여모델
참여모델링(participant modeling)은 관찰학습과 역할수행이론의 현장을 공동 참여가가 서로 제공할 수 있다는 점에서 매우 효과적인 방법으로 제안된다.

## 힐링프로그램
이러한 자조모임은 특정 활동을 목적으로하는 동아리와는 구별되는 힐링 프로그램(healing program)의 성격이 보다 강하다는 측면에서 지치고 상처 입은 몸과 마음을 치유하고 편안한 휴식을 취하는 데 도움을 주는 프로그램에 적합하다.

## 같이 보기
- 집단 상담